# Reich
 Ovo je glavno značenje pojma Reich. Za druga značenja pogledajte Reich (razdvojba).
Reich  (IPA:[ˈʁaɪç]) je njemačka riječ značenja teritorij, država, carstvo, imperij. Izvorno je protogermanskog podrijetla i značenja: moć, vlast, bogatstvo.
U raznim jezicima postoje i različite inačice te riječi
- nizozemski: rijk
- švedski i norveški: rike
- danski: rige
- sanskrt: raj

Kao imenica reiche također može značiti bogataš/bogatašica. Kao pridjev riječ reich znači „bogat(a)“. 
U engleskom jeziku se izgubilo značenje moć i vlast ali se zadržalo za bogatsvo ("rich") te još neke druge izraze (bishopric). Ime engleske pokrajine Surrey izvedeno je od riječi Suthrige ( južna monarhija)
U hrvatskom jeziku riječ "reich " se tradicionalno prevodi(la) kao "carstvo". No, kao i u slučaju latinske riječi "imperium" (imperij) ni ta riječ ne znači nužno carstvo kao ni bilo kakav oblik monarhije. Tako su npr. Weimarska republika i Nacistička njemačka nosile naziv Deutsches Reich iako su u biti bile republike. U hrvatskom govornom području riječ reich se nerijetko koristila u neprevedenom obliku za razne države na području današnje Njemačke i Austrije dok se izraz Treći Reich koristi kao sinonim za Nacističku Njemačku.

## Uporaba kroz povijest u Njemačkoj

### Sveto Rimsko Carstvo
Sveto Rimsko Carstvo je nosilo službeni naziv na latinskom:Imperium Romanum Sacrum. Na suvremenom standardnom njemačkom: Heiliges Römisches Reich, na nizozemskom: Heilige Roomse Rijk, donjonjemačkom: Hillig Röömsch Riek, luksemburškom: Hellegt Réimescht Räich. Njemački parlament iz toga razdoblja pa sve do pada nacizma zvao se Reichstag.
Reichshofrat je bio naziv za oblik izvršnog sudskog vijeća u feudalnom njemačkom društvu. Slobodni carski gradovi i Reichsfreiheit ili carska izravnost naziv je za status gradova, kneževina koji su bili izravno podređeni caru.

### Njemačko Carstvo
Reichswehr ili Reichsheer bio je naziv za oružane snage Njemačkog Carstva pa sve do 1935 kada je preimenovan u Wehrmacht. Naziv za predsjednika vlade bio je Reichskanzler.

### Weimarska Republika
Iako je u Njemačkoj nakon abdikacije cara 1918. ukinuta monarhija te ustanovljena republika država se i dalje nazivala Njemački Reich (Deutsches Reich). Njemačka valuta korištena od 1924 nazivala se Reichsmark i bila je podijeljena na Reichspfeninge. Takav naziv je zadržan do kraja drugog svjetskog rata te je ukinut 1948.

### Nacistička Njemačka
Nacisti su namjerno forsirali uporabu riječi reich pa je tako nacistička Njemačka službeno nosila naziv Das Dritte Reich ( Treće Carstvo). Time su htjeli potvrditi svoj legitimitet te svoju diktaturu prikazati nastavkom slavnih njemačkih carstava. Ovo treći bilo je nastavak  (prvog) te drugog Njemačkog carstva (1871-1918). Službeni naziv za državu je bio je 1933. – 1943. Treći Reich (njem. Drittes Reich) te  Veliki Njemački Reich (njem. Großdeutsches Reich) 1943. – 1945.
Reichsmarschall bio naziv za najviši čin u Wehrmachtu i pripadao je samo Hermannu Göringu.

### Nakon 2. svjetskog rata
Poput riječi führer i mnogih drugih riječi koje su nacisti forsirali riječ reich je nakon 2. svjetskog rata
postala ozloglašena.Sve državne ustanove su iz svoga nazivlja izbrisale riječe reich i umjesto njega koristile pridjev ili njemački ili savezni. Tako je parlament preimenovan u Bundestag, valuta u Deutsche Mark (Zapadna Njemačka) te Mark der DDR (Istočna Njemačka).
Ipak ostali su nazivi poput Österreich i Frankreich

## Uporaba kroz povijest u Nizozemskoj iFlandriji
Rijksmuseum je naziv za državni muzej. Rijksmonument je nacionalni spomenik Nizozemske.
Rijksdaalder je bila valuta korištena od 16. stoljeća dok nisu zamijenjeni guldenima.
Državna sveučilišta nose naziv Rijksuniversiteit poput onih Leidenu, Limburgu i Groningenu.
Rijkswaterstaat je državna uprava u Nizozemskoj (osnovana 1798. ) nadležna za održavanje cesta i gospodarenje vodama.
Rijksoverheid je naziv za državnu vladu Nizozemske.Rijksvoorlichtingsdienst je državna informativna služba .Rijksmunt je bila državna kovnica novca.Rijkskas je državni mirovinski fond. Rijksweg je državna cesta koju održava rijkswaterstaat, za razliku od lokalnih cesta koje su u nadležnosti lokalnih vlasti.

## Uporaba u skandinavskim zemljama
Švedski parlament nosi službeni naziv Riksdag. Standardni švedski jezik se naziva Rikssvenska (državni švedski) i najčešći je govorni naziv u Švedskoj i Finskoj.
Riksdaler je naziv za valutu koja se koristila u Švedskoj u razdoblju 1777. and 1873. Švedska kruna se i danas u žargonu naziva tim imenom. Riječ daler (kao i riječ dolar) je izvedenica od riječi Thaler (talir).
Središnja banka Švedske (ujedno i najstarija središnja banka na svijetu ) nosi naziv riksbank.
Rikskändis je naziv za poznatu osobu u Švedskoj.Ime je izvedenica od känd (poznat ,slavan)+kändis (osoba koja je iznad)+riks (duž zemlje).
Danski parlament nosi naziv Rigsdagen.
Najrašireniji oblik standardnog jezika u Norveškoj nosi naziv bokmål (književni jezik) ili katkad riksmål (državni jezik).

## Izvedenice riječi Reich
- kraljevstvo (složenica od riječi kralj+ reich)
  - danski: kongeriket
  - njemački: Königreich
  - nizozemski: koninkrijk
  - norveški: kongeriket
  - švedski: konungariket

- carstvo (složenica od riječi Caesar+ reich)
  - danski: kaiserreich
  - frizijski: keizerryk
  - njemački: Kaiserreich
  - nizozemski: keizerrijk
  - norveški: keiserrike

## Germanskavladarskaimena
Od riječi reich su izvedena sljedeća germanska imena koja su česta u vladara germanskih zemalja kao i u zemljama gdje se ne govore germanski jezici:
- Dietrich - vladar naroda[3] (engleski: Theodore;[4] talijanski, španjolski i portugalski: Teodoro;[5] hrvatski: Teodor)
- Friedrich - miroljubivi vladar[6](engleski: Frederick, švedski: Fredrik, španjolski i talijanski: Federico, hrvatski: Fridrik)
- Heinrich - kućni vladar[7](donjonjemački: Hinnerik, nizozemski: Hendrik, engleski: Henry, španjolski: Enrique, talijanski: Enrico, hrvatski: Henrik)
- Richard - hrabra moć[8] (talijanski, španjolski i portugalski: Ricardo; nizozemski: Rijkaard, švedski: Rikard, poljski: Riszard, hrvatski: Rikard)
- Roderick - poznata moć[9] (španjolski: Rodrigo)
- Ulrich  - napredak i moć[10] (hrvatski: Ulrik)

## Toponimi
Iz riječi reich izvedeni su brojni nazivi mjesta. Na primjer:
- Reichenau, Njemačka
- Reichenbach, Njemačka
- Reichenberg, Njemačka
- Liberec, Češka (poznat i kao Reichenberg do 1945.)
- Reichenfels, Austrija
- Reichenhausen, Njemačka
- Reichenkirchen, Njemačka
- Reichenschwand, Njemačka
- Reichenthal, Austrija
- Reichersberg, Austrija
- Reichersbeuern, Njemačka
- Reichertshausen, Njemačka
- Reichertshofen, Njemačka
- Reichling, Njemačka
- Reichshof, Njemačka
- Reichshoffen, Elzas, Francuska
- Rikstad, Norveška